# Logische partitionering
Logische partitionering of logical partitioning (LPAR) is een techniek die IBM toepast in verschillende servertypes om op een fysieke machine meerdere onafhankelijke servers te implementeren.
Oorspronkelijk werd deze techniek ontwikkeld rond 1990 voor de ESA/390 reeks van de mainframecomputers van IBM. Ook tegenwoordig bestaat dit systeem nog op de zSeries, de zwaarste machines. Daarnaast werd echter ook op de pSeries (de vroegere RISC-machines) en de iSeries (vroeger AS/400) dit concept toegevoegd.
Een partitie krijgt daartoe (delen van) processoren en geheugen toegewezen. Ook krijgt ze een deel van het schijvengeheugen ter beschikking. Andere resources, zoals netwerkkaarten, kunnen tussen partities worden gedeeld. Een partitie wordt daarna voorzien van een besturingssysteem en aangepast aan de hardware (i5/OS, OS/400, AIX of Linux, of z/OS op de zSeries), waarna ze als zelfstandige server kan worden gebruikt. De TIMI-laag, waarin de hardware wordt gevirtualiseerd, maakt deze techniek mogelijk.
LPAR maakt het mogelijk om resources op elk gewenst moment toe te kennen aan een andere partitie. Zo kan een partitie die een hoge workload verwacht worden voorzien van meer processorcapaciteit en/of meer geheugen, ten koste van een andere partitie. Ook resources als DVD-ROM's en bandstations kunnen tussen de partities worden gedeeld.